# Sands of Oblivion – Das verfluchte Grab
Sands of Oblivion – Das verfluchte Grab (Originaltitel Sands of Oblivion) ist ein US-amerikanischer Abenteuer-Horror-Fernsehfilm aus dem Jahr 2007.

## Handlung
1923. Nach Abschluss der Dreharbeiten zum Film Die Zehn Gebote beschließt Regisseur Cecil B. DeMille die genutzten Requisiten augenscheinlich grundlos begraben zu lassen. In der kalifornischen Wüste schüttet daher die Filmcrew Sand auf die historischen Nachbauten und verlässt zeitnah den Ort.
In der Gegenwart wird die Archäologin Alice Carter beauftragt, eben diese Requisiten zu bergen, bevor eine nahende Flut diese unwiderruflich zerstört. Gemeinsam mit ihrem Team findet sie schon bald den vermeintlichen Drehort. Bereits nach kurzer Zeit stoßen sie auf erste Fundstücke. Dabei bemerkt Alice, dass zwischen den von der damaligen Filmcrew gefertigten Filmkulissen sich auch tatsächlich echte Relikte aus dem alten Ägypten befinden. 
Auf einem der geborgenen Artefakte liegt allerdings ein Fluch, der bei den Grabungstätigkeiten unfreiwillig ausgelöst wird. Ein altertümlicher Halbgott erscheint und beginnt das Grabungsteam zu terrorisieren. Um die Menschheit zu schützen, müssen sie dieses Wesen wieder bändigen. Für die junge Archäologin gesellt sich außerdem ein zweites Problem in Form ihres Noch-Ehemanns Jesse Carter zu allem Übel dazu.

## Kritik
„Nach einem stimmungsvollen und pointierten Auftakt, der in die Zeit der historischen Filmaufnahmen zurückversetzt, übernimmt der Film alle Untugenden des unterproduzierten Horrorgenres und wird seinen Ambitionen nie gerecht.“